# Old Trafford
Old Trafford es un estadio de fútbol ubicado en Old Trafford, Gran Mánchester, en la región noroeste de Inglaterra, es la casa del Manchester United. Con una capacidad de 76 000 es el estadio de fútbol de clubes más grande (y el segundo estadio de fútbol más grande en general después del Wembley Stadium) en el Reino Unido, y el undécimo más grande de Europa. Está a aproximadamente 800 metros (0.5 millas) de Old Trafford Cricket Ground y la parada de tranvía adyacente.
Apodado «El teatro de los sueños» por Sir Bobby Charlton, Old Trafford ha sido el estadio del United desde 1910, aunque desde 1941 hasta 1949 el club compartió el Maine Road con sus rivales locales del Manchester City como resultado del daño de estadio por una bomba en la Segunda Guerra Mundial. Old Trafford sufrió varias expansiones en los años 1990 y 2000, incluida la adición de niveles en las gradas Norte, Oeste y Este, casi devolviendo el estadio a su capacidad original de 80 000. Es probable que la expansión futura implique la adición de un segundo nivel al South Stand, que elevaría la capacidad a alrededor de 88 000. La asistencia récord del estadio se registró en 1939, cuando 76,962 espectadores vieron la semifinal de la FA Cup entre Wolverhampton Wanderers y Grimsby Town.
El estadio ha sido anfitrión de semifinales de la FA Cup, de dos repeticiones de finales y se utilizó regularmente como sede neutral para las semifinales de la competición. También ha acogido partidos de Inglaterra, partidos de la Copa del Mundo de 1966, de la Eurocopa 1996 y de la Final de la Liga de Campeones de 2003, así como la Gran Final de la Superliga de la liga de rugby y la final de dos Copas del Mundo de Rugby. También albergó partidos de fútbol en los Juegos Olímpicos de 2012, incluidos duelos del torneo femenino, los primeros juegos internacionales de la rama femenil en su historia.

## Historia

### Construcción y primeros años
Antes de 1902, el Manchester United era conocido como Newton Heath, tiempo durante el cual jugó por primera vez sus partidos de fútbol en North Road y luego en Bank Street en Clayton. Sin embargo, ambos terrenos se vieron en precarias condiciones, los campos iban desde la grava hasta el lodo, mientras que Bank Street sufría de nubes de humo de fábricas vecinas. Por lo tanto, tras el rescate del club de la quiebra y el cambio de nombre, el nuevo presidente John Henry Davies decidió en 1909 que el terreno de Bank Street no era adecuado para un equipo que había ganado recientemente la First Division y la FA Cup, por lo que donó fondos para el construcción de un nuevo estadio. Davies, quien no gastaba dinero frívolamente, buscó un lugar apropiado en Mánchester para ubicarse en una parcela de tierra adyacente al Canal de Bridgewater, justo en el extremo norte de Warwick Road en el distrito de Old Trafford.
Diseñado por el arquitecto escocés Archibald Leitch, quien diseñó varios otros estadios, el terreno se estructuró originalmente con una capacidad de 100,000 espectadores y contó con asientos en la tribuna sur a cubierto, mientras que las tres tribunas restantes se dejaron como terrazas y se descubrieron. Incluyendo la compra del terreno, la construcción del estadio originalmente tenía un costo de £ 60,000 en total. Sin embargo, a medida que la construcción avanzaba, los costos comenzaron a aumentar, alcanzar la capacidad prevista habría costado £ 30 000 adicionales a la estimación original y, a sugerencia del secretario del club J. J. Bentley, la capacidad se redujo a aproximadamente 80 000 espectadores. Sin embargo, en un momento en que las tarifas de transferencia aún se mantenían en torno a las 1000 libras, el costo de la construcción solo sirvió para reforzar el epíteto "Moneybags United" del club, con el que habían sido apodados desde que Davies asumió el cargo de presidente.
En mayo de 1908, Archibald Leitch escribió al Comité de Líneas de Cheshire (CLC), que tenía un depósito ferroviario adyacente al sitio propuesto para el campo de fútbol, en un intento de persuadirlos para que subvencionaran la construcción de la tribuna junto a la línea ferroviaria. El subsidio habría llegado a la suma de £ 10 000, que se pagará a una tasa de £ 2 000 por año durante cinco años o la mitad de los boletos de la tribuna cada año hasta que se pagara el préstamo. Sin embargo, a pesar de las garantías para el préstamo proveniente del propio club y de dos cervecerías locales, ambas presididas por el presidente del club, John Henry Davies, el Comité de Líneas de Cheshire rechazó la propuesta. El CLC había planeado construir una nueva estación adyacente al nuevo estadio, con la promesa de un estimado de £ 2 750 por año en tarifas que compensan el costo de £ 9 800 de su construcción. La estación, Trafford Park, finalmente se construyó, más allá de la línea planeada originalmente. Más tarde, el CLC construyó la modesta estación con una plataforma construida en madera inmediatamente adyacente al estadio, que abrió sus puertas el 21 de agosto de 1935. Inicialmente se llamó United Football Ground, pero fue rebautizada como Old Trafford Football Ground a principios de 1936. Funcionaba únicamente en días de partido sólo con un servicio de tren a vapor desde la Manchester Central Railway Station. Actualmente es conocido como Manchester United Football Ground.
La construcción fue llevada a cabo por los señores Brameld y Smith de Mánchester y se completó a fines de 1909. El estadio fue sede de su juego inaugural el 19 de febrero de 1910, con el United como anfitrión ante el Liverpool. Sin embargo, el equipo local no pudo brindarles a sus fanáticos una victoria para celebrar la ocasión, ya que el Liverpool ganó 4–3. Un periodista en el juego informó que el estadio era "el estadio más atractivo, el más espacioso y más extraordinario que jamás haya visto. Como campo de fútbol, no tiene rival en el mundo, es un honor para Mánchester y el hogar de un equipo que puede hacer maravillas cuando están tan dispuestos".
Antes de la construcción del Wembley Stadium en 1923, la final de la FA Cup fue organizada por varios terrenos diferentes en Inglaterra, incluido el Old Trafford. El primero de ellos fue el replay de la final de la FA Cup de 1911 entre el Bradford City y el Newcastle United, después de que en Crystal Palace terminó en empate sin puntaje después del tiempo extra. Bradford ganó 1-0, el gol fue marcado por Jimmy Speirs, en un partido observado por 58 000 personas. La segunda final de la FA Cup en el estadio fue en 1915 entre el Sheffield United y Chelsea. Sheffield United ganó el partido por 3-0 frente a casi 50,000 espectadores, la mayoría de los cuales eran militares, lo que llevó a la final a ser apodada "la Final de la Copa Khaki". El 27 de diciembre de 1920, Old Trafford fue testigo de su mayor asistencia previa a la Segunda Guerra Mundial en un partido del United en liga, ya que 70 504 espectadores vieron a los Diablos Rojos perder 3–1 ante Aston Villa. El estadio fue sede de su primer partido de fútbol internacional esa misma década, cuando Inglaterra perdió 1-0 ante Escocia frente a 49.429 espectadores el 17 de abril de 1926. Inusualmente, la asistencia récord en Old Trafford no es para un partido como local del Manchester United, el 25 de marzo de 1939, 76 962 personas vieron una semifinal de la FA Cup entre el Wolverhampton Wanderers y el Grimsby Town.

### Bombardeo durante la guerra
En 1936, como parte de una remodelación de £ 35,000, se agregó un techo de 80 yardas de largo al United Road Stand (ahora Sir Alex Ferguson Stand) por primera vez, mientras que los techos se agregaron a las esquinas sur en 1938. Al inicio de la Segunda Guerra Mundial, el Old Trafford fue requerido por los militares para ser utilizado como depósito. El fútbol se continuó jugando en el estadio, pero un bombardeo alemán en Trafford Park el 22 de diciembre de 1940 dañó el estadio y el encuentro del día de Navidad contra el Stockport County tuvo que ser cambiado al estadio del Stockport. El fútbol se reanudó en Old Trafford el 8 de marzo de 1941, pero otra redada alemana el 11 de marzo de 1941 destruyó gran parte del estadio, especialmente el grada principal (ahora la South Stand), lo que obligó a trasladar las operaciones del club a Cornbrook Cold Storage, propiedad del presidente del United James W. Gibson. Después de la presión de Gibson, la Comisión de Daños de Guerra otorgó al Manchester United £ 4,800 para remover los escombros y £ 17 478 para reconstruir las gradas. Durante la reconstrucción del estadio, el Manchester United jugó sus juegos "locales" en Maine Road, el campo de sus rivales de ciudad, el Manchester City, a un costo de £ 5 000 por año más un porcentaje de los boletos de entrada. El club ahora tenía una deuda de £ 15 000, no fue ayudado para el alquiler de Maine Road, y el parlamentario laborista de Stoke, Ellis Smith, solicitó al gobierno que aumentara el paquete de compensación del club, pero fue en vano. Aunque Old Trafford fue reabierto, sin techado, en 1949, significaba que un juego de liga no se había jugado en el estadio durante casi 10 años. El primer partido del United en Old Trafford se jugó el 24 de agosto de 1949, donde 41 748 espectadores presenciaron una victoria por 3-0 sobre Bolton Wanderers.

### Finalización del plan maestro
En 1951 se restauró el techo en la grada principal y, poco después, se cubrieron los tres stands restantes. La operación culminó con la adición de un techo en Stretford End (ahora la West Stand) en 1959. El club también invirtió £ 40,000 en la instalación de focos de iluminación adecuados, de modo que pudieran usar el estadio para los juegos europeos que se jugaron en las horas de la noche, en lugar de tener que jugar en Maine Road. Para evitar que se formen sombras molestas en el campo, se cortaron dos secciones del techo del Main Stand. El primer partido que se jugó bajo los reflectores en Old Trafford fue un partido de Primera División entre el Manchester United y Bolton Wanderers el 25 de marzo de 1957.
Sin embargo, aunque los espectadores ahora podrían ver a los jugadores en la noche, todavía sufrían el problema de las vistas obstruidas causadas por los pilares que sostenían los techos. Con el rápido acercamiento de la Copa Mundial de la FIFA de 1966, esto llevó a los directivos del United a rediseñar completamente el United Road Stand (grada norte). Los antiguos pilares del techo fueron reemplazados en 1965 por un estilo moderno en voladizo en la parte superior, lo que permitió a cada espectador una vista completamente despejada, mientras que también se expandió para albergar a 20 000 espectadores (10 000 sentados y 10 000 de pie al frente) a un costo de £ 350 000. Los arquitectos del nuevo stand, Mather y Nutter (ahora Atherden Fuller), reorganizaron la grada para tener terrazas en la parte delantera, un área más grande de asientos hacia atrás y las primeras cajas privadas en un campo de fútbol británico. El East Stand – el único stand que queda sin cubrir – se desarrolló con el mismo estilo en 1973. Con las dos primeras gradas convertidas a viga voladiza (cantilevers), los propietarios del club diseñaron un plan a largo plazo para hacer lo mismo con los otros dos stands y convertir el estadio en una arena en forma de taza. Este tipo de forma serviría para aumentar la atmósfera dentro del estadio al contener el ruido de la multitud y enfocarla en el campo, donde los jugadores sentirían los efectos completos de una multitud. Mientras tanto, el estadio albergó su tercera final de la FA Cup, con 62 078 espectadores para el replay de la final de 1970 entre el Chelsea y el Leeds United; Chelsea ganó el partido 2–1. El estadio también fue sede de la segunda final de la Copa Intercontinental de 1968, en la que Estudiantes de La Plata ganó la copa después de un empate 1–1 frente al United. En la década de 1970 se produjo el dramático aumento del vandalismo futbolístico en Gran Bretaña, y un incidente con el lanzamiento de cuchillos en 1971 obligó al club a erigir la primera valla perimetral del país, restringiendo a los fanáticos del campo de Old Trafford.
En 1973 se completó el techo alrededor de la circunferencia del estadio, junto con la adición de 5 500 asientos al Scoreboard End y el reemplazo del antiguo marcador manual con uno electrónico en la esquina noreste. Luego, en 1975, se inició una expansión de £ 3 millones, comenzando con la adición de la Suite Ejecutiva al Stand Principal. El restaurante de la suite daba a la cancha, pero la vista aún estaba obstruida por los pilares del techo. Por lo tanto, en armonía con los techos de United Road Stand y el Scoreboard End, el techo del Main Stand se reemplazó con un diseño en voladizo. La suite ejecutiva y el techo en voladizo se extendieron hasta la longitud completa del stand, lo que permitió la reubicación de las oficinas del club desde la esquina sureste hasta el Stand principal. El cuadrante sureste se retiró y se reemplazó en 1985 con una sección asentada, lo que elevó la capacidad total de asientos del estadio a 25 686 (56 385 en total). La finalización del techo en voladizo alrededor de los tres lados del estadio permitió el reemplazo de las antiguas torres de iluminación y la colocación de una fila de focos alrededor del borde interior del techo en 1987.

### Conversión de asientos

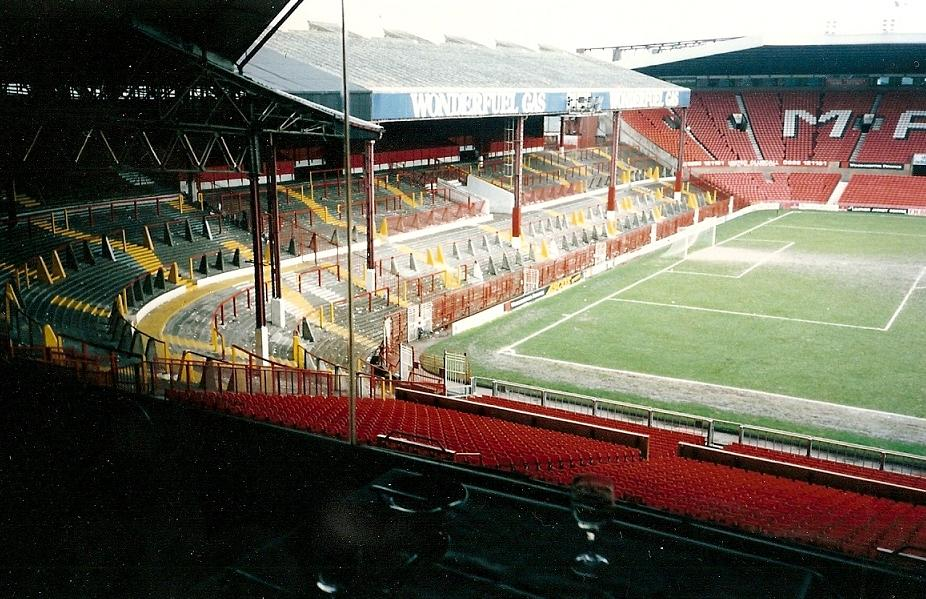
El Stretford End antes de su reconstrucción a principios de la década de 1990.

Con cada mejora subsiguiente hecha al terreno desde la Segunda Guerra Mundial, la capacidad disminuyó constantemente. En la década de 1980, la capacidad había disminuido de los 80 000 originales a aproximadamente 60 000. La capacidad se redujo aún más en 1990, cuando el Taylor Report lo recomendó, y el gobierno exigió que todos los estadios de primera y segunda división se reformen en su totalidad con asientos. Esto significaba que los planes de 3 a 5 millones de libras para reemplazar el Stretford End con un stand completamente nuevo con una terraza de pie en la parte delantera y un techo en voladizo para enlazar con el resto del terreno tenían que ser drásticamente alterados. Esta reurbanización forzada, incluía la eliminación de las terrazas en la parte delantera de las otras tres gradas, no solo aumentó el costo a alrededor de £ 10 millones, sino que también redujo la capacidad de Old Trafford a un mínimo histórico de alrededor de 44,000 espectadores. Además, en 1992 se informó al club que solo recibirían £ 1.4 millones de los posibles £ 2 millones del Football Trust para trabajos relacionados con el Taylor Report.

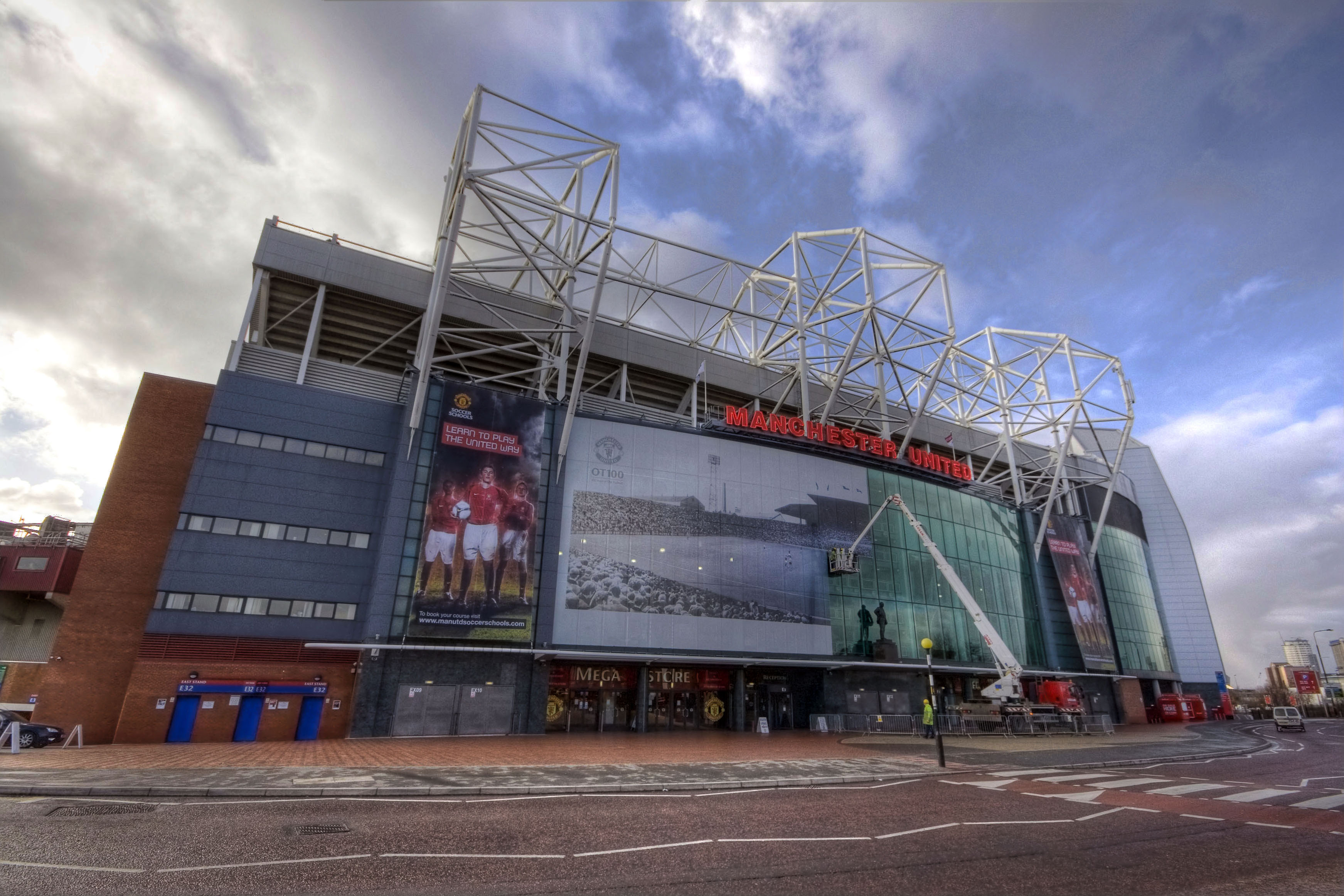
El renovado East Stand se abrió a principios de la temporada 2000-01.

El resurgimiento del club en el éxito y el aumento de la popularidad a principios de la década de 1990 aseguraron que se produjera un mayor desarrollo. En 1995, la North Stand, de 30 años de edad, fue demolida y el trabajo comenzó rápidamente para la construcción de un nuevo stand, ya que tenía que estar listo a tiempo para que el Old Trafford albergue tres juegos de la fase de grupos, uno de cuartos de final y una semifinal de la Eurocopa de 1996. El club compró la estación Trafford Park, un sitio de 20 acres (81 000 m²) en United Road, por £ 9.2 millones en marzo de 1995. La construcción comenzó en junio de 1995 y se completó en mayo de 1996, con las dos primeras de tres etapas terminadas del stand durante la temporada. Diseñado por Atherden Fuller, con Hilstone Laurie como gerentes de proyectos y construcción y Campbell Reith Hill como ingenieros estructurales, el nuevo stand de tres niveles costó un total de £ 18,65 millones y tuvo una capacidad de aproximadamente 25 500 espectadores, lo que elevó la capacidad de todo el estadio a más de 55.000 espectadores. El techo en voladizo también sería el más grande de Europa, con 58,5 m (192 pies) desde la pared posterior hasta el borde delantero. Más éxito en los próximos años garantizó aún más desarrollo. Primero, se agregó un segundo nivel a la grada este (East Stand). Inaugurado en enero de 2000, la capacidad del estadio se incrementó temporalmente a aproximadamente 61 000 espectadores hasta la apertura del segundo nivel de West Stand, que agregó otros 7 000 asientos, lo que elevó la capacidad a 68 217 espectadores. Ahora no solo era el estadio de clubes más grande de Inglaterra, sino el más grande de todo el Reino Unido. Old Trafford fue sede de su primera gran final europea tres años después, siendo la sede de la final de la Liga de Campeones de la UEFA 2003 entre el Milan y la Juventus.
Desde 2001 hasta 2007, luego de la demolición del viejo estadio de Wembley, la selección nacional de fútbol de Inglaterra se vio obligada a jugar sus partidos en otros lugares. Durante ese tiempo, el equipo realizó una gira por el país, jugando sus partidos en varios campos, desde el Villa Park en Birmingham hasta St James' Park en Newcastle. De 2003 a 2007, Old Trafford recibió 12 de los 23 partidos como local de Inglaterra, más que cualquier otro estadio. El último partido internacional que se celebró en Old Trafford fue la derrota de Inglaterra por 1-0 ante España el 7 de febrero de 2007. El partido se jugó frente a una multitud de 58 207 espectadores.

### Expansión de 2006

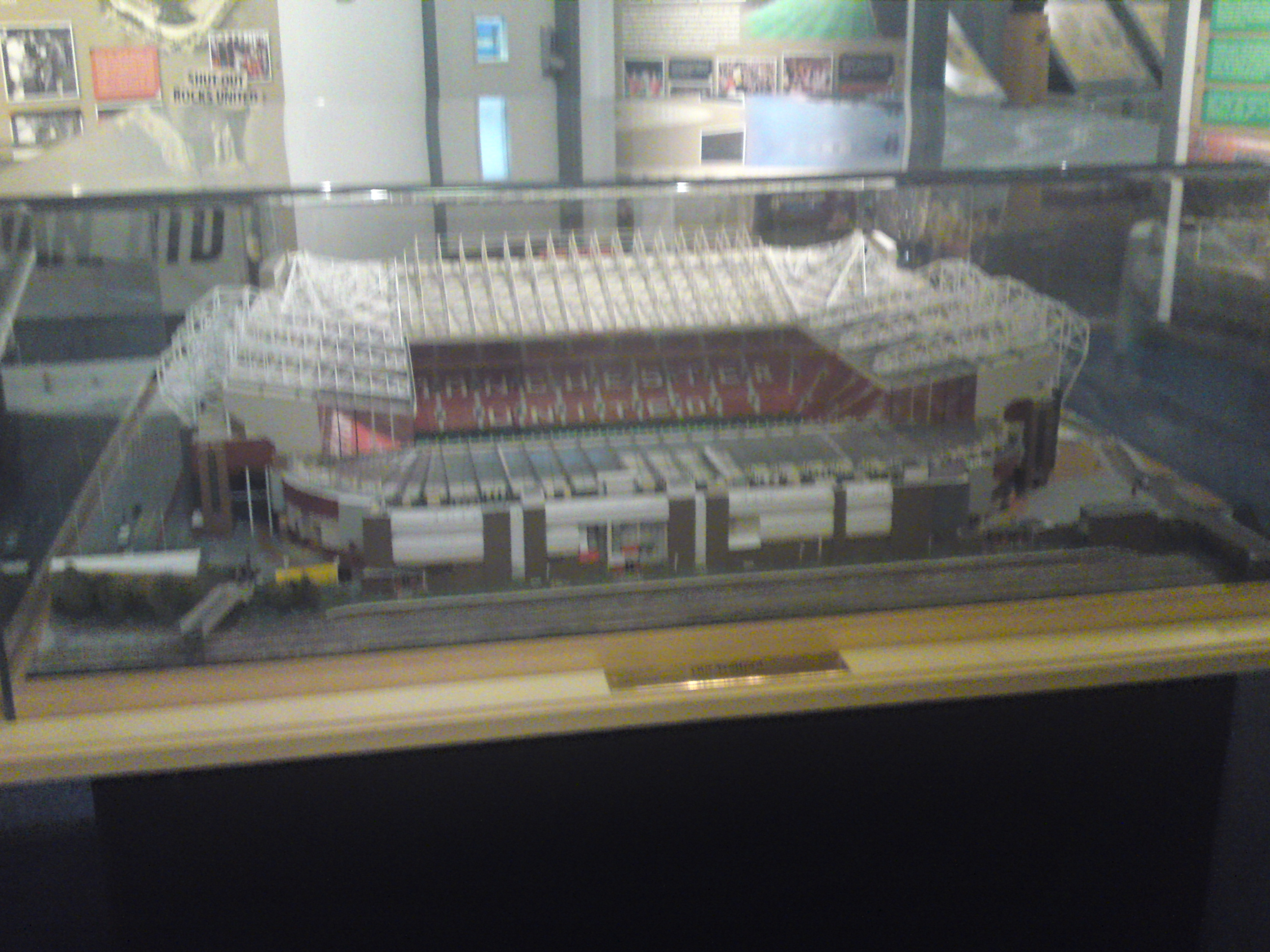
Modelo a escala de Peter Oldfield-Edwards de Old Trafford en exhibición en el museo del club en marzo de 2010.

La expansión más reciente de Old Trafford, que tuvo lugar entre julio de 2005 y mayo de 2006, experimentó un aumento de alrededor de 8,000 asientos con la adición de segundos niveles a los cuadrantes noroeste y noreste del campo. Parte de los nuevos asientos se usaron por primera vez el 26 de marzo de 2006, con 69 070 espectadores se convirtió en un nuevo récord en la Premier League. El récord continuó subiendo antes de alcanzar su máximo actual el 31 de marzo de 2007, cuando 76 098 espectadores vieron al United vencer al Blackburn Rovers 4–1, lo que significa que solo 114 asientos (0.15% de la capacidad total de 76 212) quedaron desocupados. En 2009, una reorganización de los asientos en el estadio resultó en una reducción de la capacidad a 75 957, lo que significa que el récord de asistencia en la casa del club se mantendrá al menos hasta la próxima expansión.

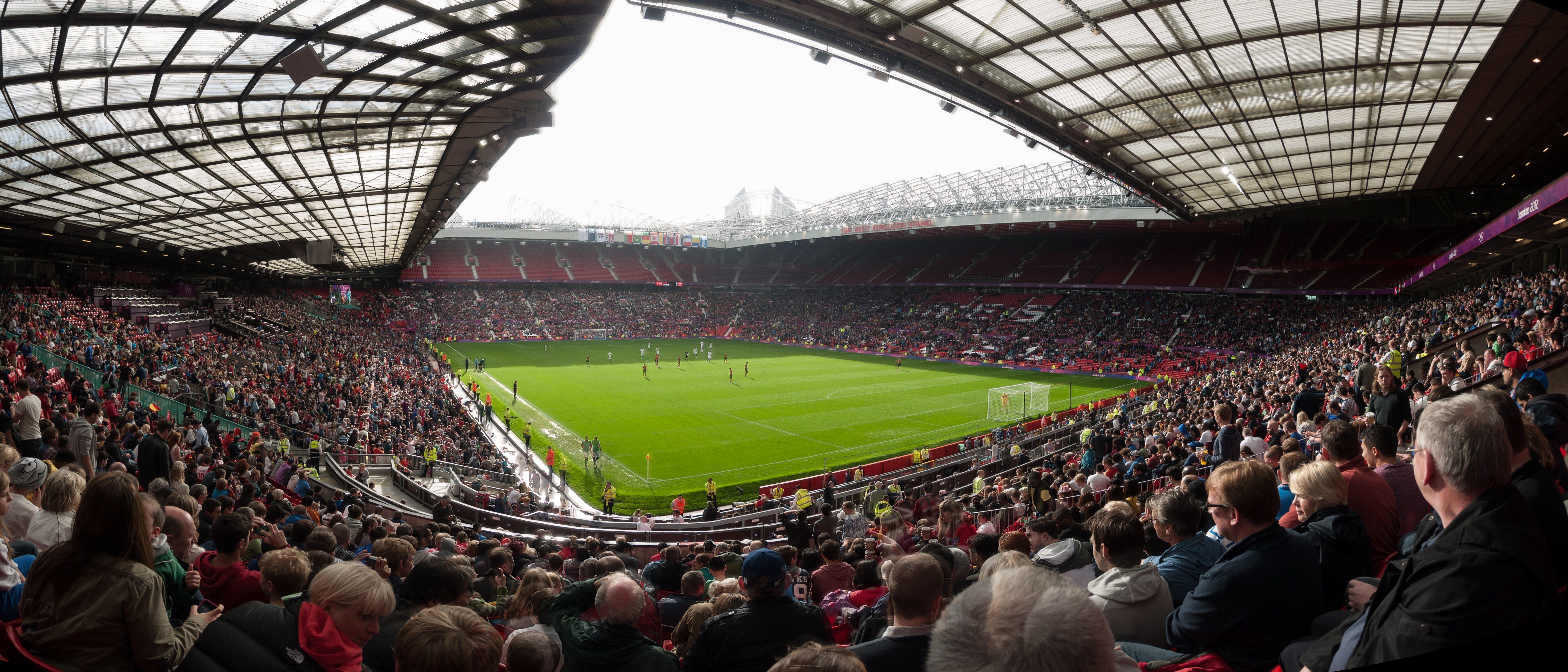
Old Trafford durante un partido en los Juegos Olímpicos de 2012.

Old Trafford celebró su centésimo aniversario el 19 de febrero de 2010. En reconocimiento a la ocasión, el sitio web oficial del Manchester United publicó una característica en la que se destacó un momento memorable de la historia del estadio en cada uno de los 100 días previos al aniversario. De estos 100 momentos, los 10 mejores fueron elegidos por un panel que incluyó al estadístico del club Cliff Butler, el periodista David Meek y los exjugadores Pat Crerand y Wilf McGuinness. En el propio Old Trafford, se realizó una competencia de arte para alumnos de tres escuelas locales para crear sus propias representaciones del estadio en el pasado, presente y futuro. Las pinturas ganadoras se exhibieron de manera permanente en el vestíbulo de la grada familiar de Old Trafford, y los ganadores recibieron los premios del artista Harold Riley el 22 de febrero. El 19 de febrero, el exportero Jack Crompton y el director ejecutivo David Gill inauguraron una exposición sobre el estadio en el museo del club. La exposición destacó la historia del estadio y presenta recuerdos de su pasado, incluido un programa del partido inaugural y un modelo a escala 1:220 construido a mano por el artista modelo Peter Oldfield-Edwards. Finalmente, en el partido en casa del Manchester United contra el Fulham el 14 de marzo, los fanáticos del juego recibieron una réplica del programa del primer partido de Old Trafford, y en el entretiempo se vieron a familiares de los jugadores que participaron en el primer juego como los del presidente del club John Henry Davies y el arquitecto del estadio Archibald Leitch, que participan en el entierro de una cápsula del tiempo de los recuerdos del Manchester United cerca del túnel central. Sólo los familiares del extremo Billy Meredith, el centrocampista Dick Duckworth y el secretario del club Ernest Mangnall no pudieron ser localizados.
El estadio se usó como sede de varios partidos en la competencia de fútbol en los Juegos Olímpicos de 2012. El estadio acogió cinco juegos de la fase de grupos, uno de cuartos de final y una semifinal en el torneo masculino, y un juego de la fase de grupos y una semifinal en el torneo femenino, los primeros partidos internacionales femeninos que se jugaron allí. Desde 2006, Old Trafford también se ha utilizado como sede del Soccer Aid, un partido benéfico organizado inicialmente por el cantante Robbie Williams y el actor Jonathan Wilkes; Sin embargo, en 2008, el partido se jugó en el estadio de Wembley.

## Estructura e instalaciones

Un plan del trazado de Old Trafford. El área sombreada indica la sección designada para los fanáticos visitantes.

El terreno de juego de Old Trafford está rodeado por cuatro stands cubiertos con asientos en su totalidad, oficialmente conocidos como Sir Alex Ferguson Stand (Norte), Este, Sir Bobby Charlton Stand (Sur) y Stretford End (Oeste). Cada stand tiene al menos dos niveles, con la excepción del Sir Bobby Charlton Stand, que solo tiene un nivel debido a restricciones de construcción. El nivel inferior de cada grada se divide en las secciones inferior y superior, y las secciones inferiores se convirtieron de terrazas a principios de los años noventa.

### Sir Alex Ferguson Stand

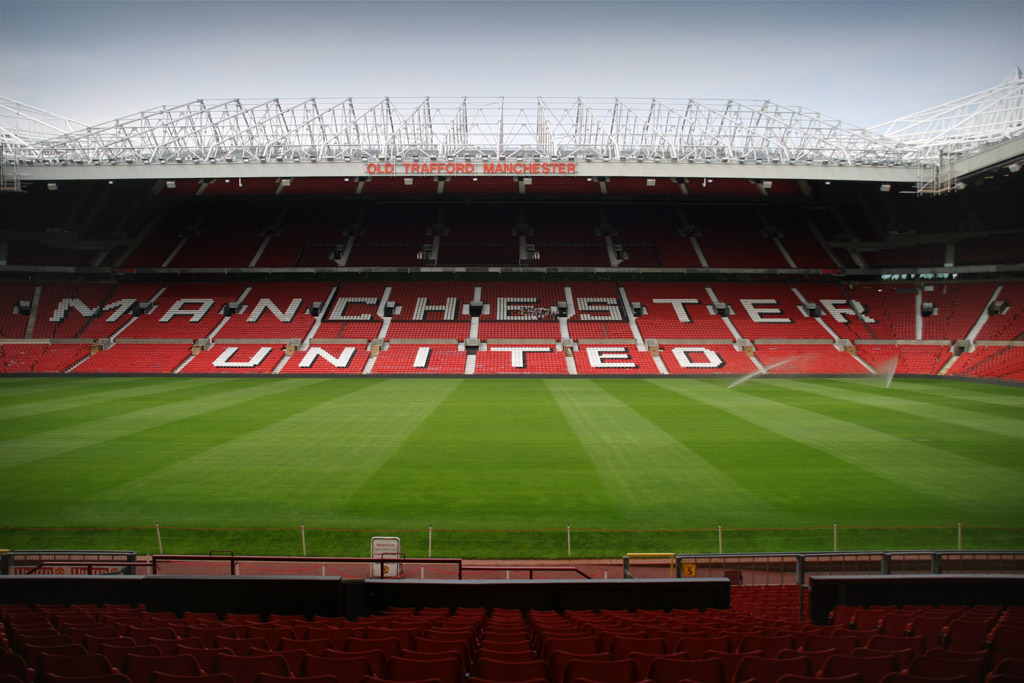
La Sir Alex Ferguson Stand (North Stand) visto desde el Sir Bobby Charlton Stand (South Stand).

El Sir Alex Ferguson Stand, anteriormente conocido como el United Road Stand o North Stand, recorre la parte superior de United Road. El stand tiene tres niveles, y puede albergar a unos 26 000 espectadores, el más grande de los cuatro stands. También puede acomodar a algunos fanáticos en cajas ejecutivas y suites de hospitalidad. Se inauguró en su estado actual en 1996, anteriormente fue una grada de un solo nivel. Como es el stand principal del campo, alberga muchas de las instalaciones más populares del terreno, como el Red Café (un restaurante / bar temático del Manchester United) y el museo y sala de trofeos del Manchester United. Inicialmente inaugurado en 1986 como el primero de su tipo en el mundo, el museo del Manchester United estaba en la esquina sureste del terreno hasta que se mudó a la rediseñada North Stand en 1998. El museo fue inaugurado por Pelé el 11 de abril de 1998. Desde entonces, el número de visitantes ha pasado de 192 000 en 1998 a más de 300 000 visitantes en 2009.

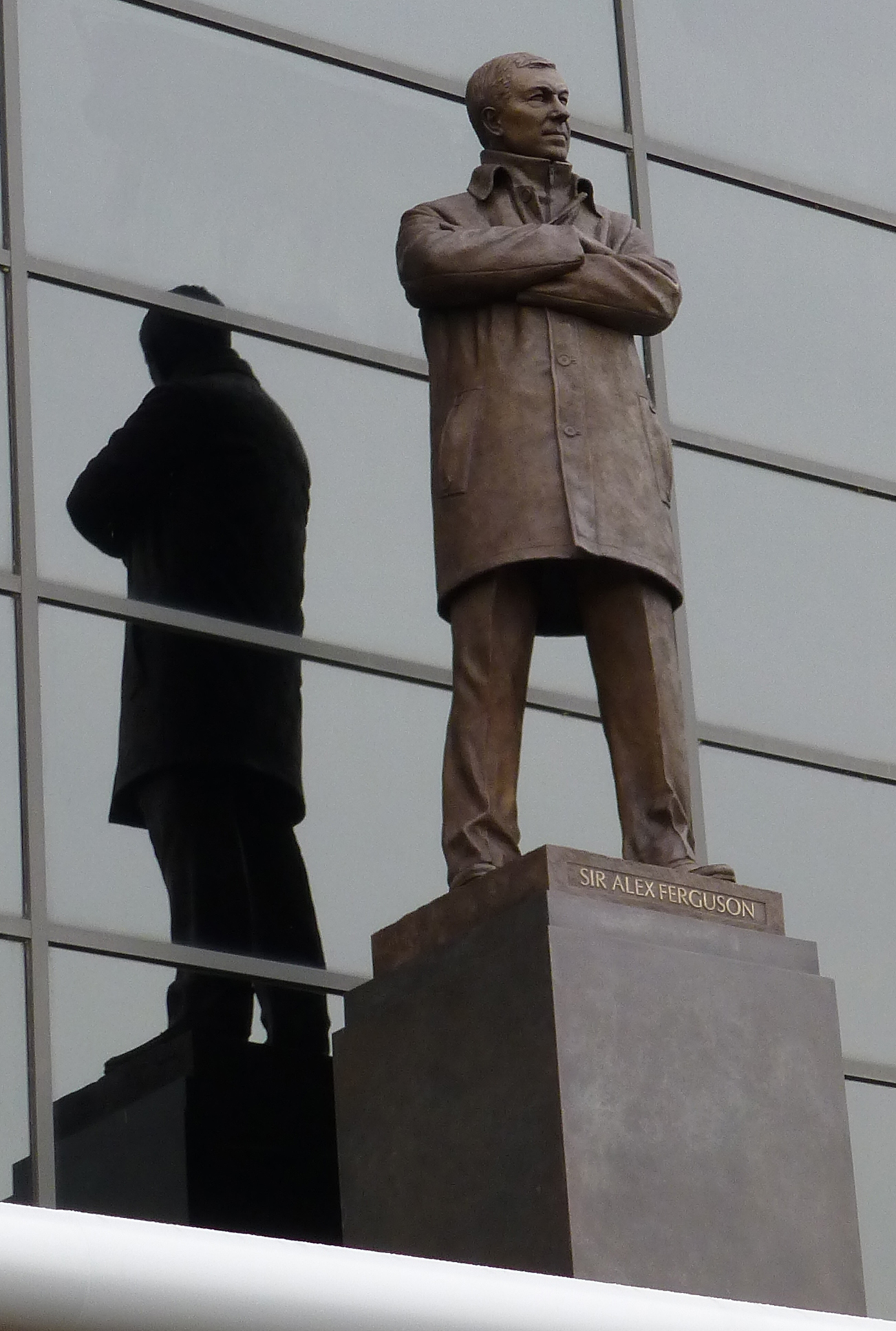
El 23 de noviembre de 2012 se instaló una estatua de Sir Alex Ferguson en Old Trafford.

El North Stand pasó a llamarse Sir Alex Ferguson Stand el 5 de noviembre de 2011, en honor a los 25 años de Sir Alex Ferguson como gerente del club. Una estatua de 9 pies (2,7 m) de Ferguson, esculpida por Philip Jackson, fue erigida fuera del stand el 23 de noviembre de 2012 en reconocimiento a su condición de gerente con más años de servicio en el Manchester United.

### Sir Bobby Charlton Stand
Frente al Sir Alex Ferguson Stand se encuentra el Sir Bobby Charlton Stand, anteriormente la grada principal de Old Trafford y conocida como la South Stand. Aunque es un stand de un solo nivel, el Sir Bobby Charlton Stand contiene la mayoría de las suites ejecutivas del campo, y también es el anfitrión de cualquier vip que pueda venir a ver el partido. Los miembros de los medios de comunicación están sentados en el medio de la tribuna Upper South Stand para darles la mejor vista del partido. El pórtico de televisión también se encuentra en el Sir Bobby Charlton Stand, por lo que es la grada que se muestra con menos frecuencia en la televisión. Los estudios de televisión están ubicados a ambos lados del Sir Bobby Charlton Stand, con la estación de televisión interna del club, MUTV, en el estudio este y otras estaciones de televisión, como la BBC y Sky, en el estudio oeste.
El dugout se encuentra en el centro del Sir Bobby Charlton Stand, elevado por encima del nivel del campo de juego para brindar al gerente y sus asistentes una vista elevada del juego. El dugout de cada equipo flanquea el antiguo túnel de los jugadores, que se usó hasta 1993. El viejo túnel es la única parte restante del estadio original de 1910, después de haber sobrevivido al bombardeo que destruyó gran parte del estadio durante la Segunda Guerra Mundial. El 6 de febrero de 2008, el túnel pasó a llamarse Túnel de Múnich, como memorial por el 50 aniversario del desastre aéreo de Múnich en 1958. El túnel actual se encuentra en la esquina sudoeste del terreno y se dobla como una entrada para los servicios de emergencia. En el caso de que los vehículos grandes requieran acceso, los asientos sobre el túnel pueden elevarse hasta 7,6 metros (25 pies). El túnel conduce al vestidor de los jugadores, a través del área de entrevistas de televisión, y al vestidor de los jugadores. Tanto el vestuario local como el visitante se remodelaron para la temporada 2018–19, con el corredor que lleva a los dos ensanchados y separados para mantener a los equipos locales y visitantes separados.
El 3 de abril de 2016, la South Stand pasó a llamarse Sir Bobby Charlton Stand antes del inicio del partido de la Premier League como local contra el Everton, en honor a la leyenda del Manchester United, Sir Bobby Charlton, quien hizo su debut en el Manchester United hace 60 años.

### Stretford End

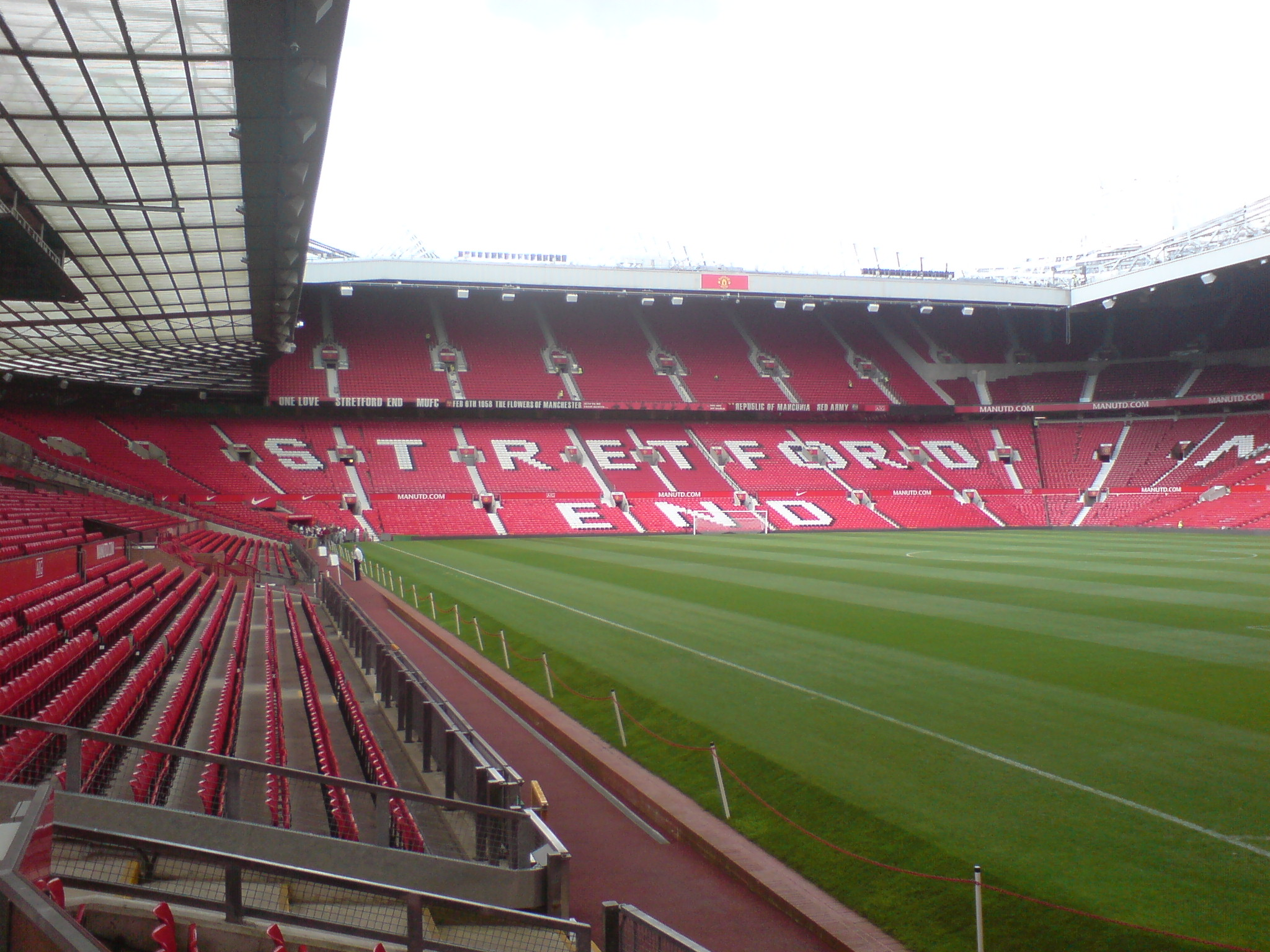
The West Stand, con su mosaico de asientos mostrando el nombre coloquial del stand.

Quizás el stand más conocido en Old Trafford sea el West Stand, también conocido como Stretford End. Tradicionalmente, es el stand donde se ubican los grandes fanáticos del United, y también los que hacen más ruido. Originalmente diseñado para albergar a 20,000 fanáticos, el Stretford End fue la última plataforma que se cubrió y también la última de todas las terrazas en el campo antes de la actualización forzada a los asientos a principios de los años noventa. La reconstrucción de Stretford End, que tuvo lugar durante la temporada 1992-93, fue llevada a cabo por Alfred McAlpine. Cuando se agregó el segundo nivel al Stretford End en el 2000, muchos fanáticos del antiguo "K Stand" se mudaron allí y decidieron colgar pancartas y banderas en la barrera al frente del nivel. Tan arraigado en la cultura del Manchester United es el Stretford End, que Denis Law recibió el apodo de "Rey del Stretford End", y ahora hay una estatua de Law en el vestíbulo de la grada superior.

### East Stand

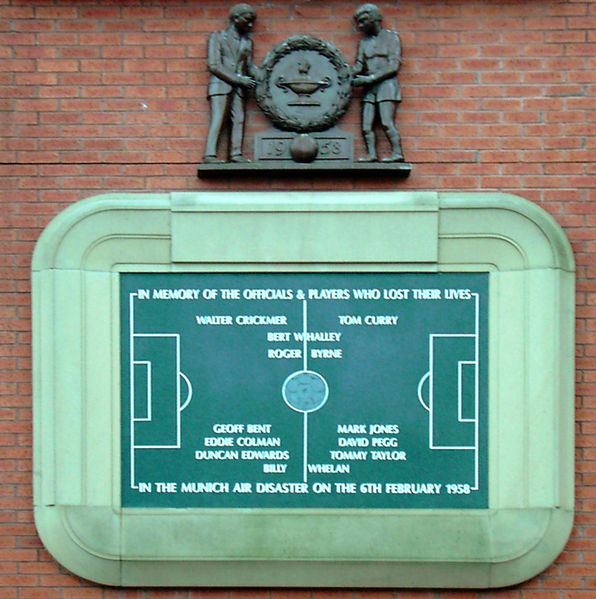
Una placa en Old Trafford en honor a las víctimas del Desastre aéreo de Múnich.

El East Stand en Old Trafford fue el segundo en convertirse al techo voladizo, después del Sir Alex Ferguson Stand. También se conoce comúnmente como Scoreboard End, ya que era la ubicación del marcador. El East Stand actualmente puede albergar cerca de 12,000 fanáticos, y es la ubicación de la sección de aficionados locales como la sección de aficionados visitantes; se realizó un experimento que involucró la reubicación de fanáticos en el tercer nivel del Sir Alex Ferguson Stand durante la temporada 2011-12, pero los resultados de los experimentos no se pudieron determinar a tiempo para hacer que el movimiento fuera permanente para la temporada 2012-13. La sección para discapacitados ofrece hasta 170 aficionados, con asientos gratuitos para los cuidadores. Old Trafford se dividía anteriormente en secciones, con cada sección asignada secuencialmente una letra del alfabeto. Aunque cada sección tenía una letra, es el K Stand el que más se menciona en la actualidad. Los fanáticos de K Stand fueron famosos por su apoyo vocal para el club y una gran variedad de cantos y canciones, aunque muchos de ellos se han trasladado al segundo nivel del West Stand.
El East Stand tiene una fachada de vidrio tintado, detrás de la cual se encuentra el centro administrativo del club. Estas oficinas son la sede del Inside United, la revista oficial del Manchester United, del sitio web oficial del club y de sus otros departamentos administrativos. Las imágenes y los anuncios a menudo están grabados en la parte frontal del East Stand, con mayor frecuencia publicitando productos y servicios proporcionados por los patrocinadores del club, aunque se exhibió un homenaje a los Busby Babes en febrero de 2008 para conmemorar el 50 aniversario del desastre aéreo de Múnich. Sobre la megatienda se encuentra una estatua de Sir Matt Busby, quien fue el gerente con más años de servicio del Manchester United hasta que Sir Alex Ferguson lo superó en 2010. También hay una placa dedicada a las víctimas del desastre aéreo de Múnich en el extremo sur de East Stand, mientras que el Reloj de Múnich se encuentra en el cruce de los East Stand y South Stand. El 29 de mayo de 2008, para celebrar el 40 aniversario del primer título de la Copa de Europa del Manchester United, se descubrió una estatua de la "Santisima Trinidad" del club donde George Best, Denis Law y Bobby Charlton, son protagonistas titulada "The United Trinity", a través de Sir Matt Busby Way en la East Stand, justo enfrente de la estatua de Busby.

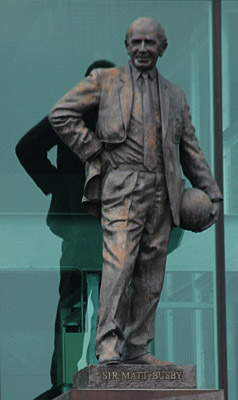
La estatua de Sir Matt Busby con vistas a la East Stand.

La tienda del club del Manchester United ha tenido seis ubicaciones diferentes desde que se abrió por primera vez. Originalmente, la tienda era una pequeña choza cerca de la línea de ferrocarril que corre a lo largo del campo. Luego, la tienda se movió a lo largo del South Stand, deteniéndose primero en el lado opuesto donde los fanáticos visitantes entran al estadio, y luego residiendo en el edificio que luego se convertiría en la oficina de mercadotecnia del club. Un aumento en la popularidad del club a principios de la década de 1990 llevó a otro movimiento, esta vez al patio del West Stand. Con este movimiento se produjo una gran expansión y la conversión de una pequeña tienda a un "megastore". Sir Alex Ferguson abrió la nueva macrotienda el 3 de diciembre de 1994. Los movimientos más recientes se produjeron a fines de la década de 1990, ya que West Stand requería espacio para expandirse a un segundo nivel, y eso significó la demolición de la megastore. La tienda se mudó a un sitio temporal frente al East Stand, antes de ocupar una residencia permanente de 1 600 m² (16,000 pies cuadrados) en la planta baja del East Stand expandido en 2000. El espacio del piso de la megastore era propiedad de los patrocinadores de la equipación del United, Nike, quien operó la tienda hasta el vencimiento de su contrato de patrocinio a fines de julio de 2015, cuando la propiedad volvió al club.

### Campo y alrededores

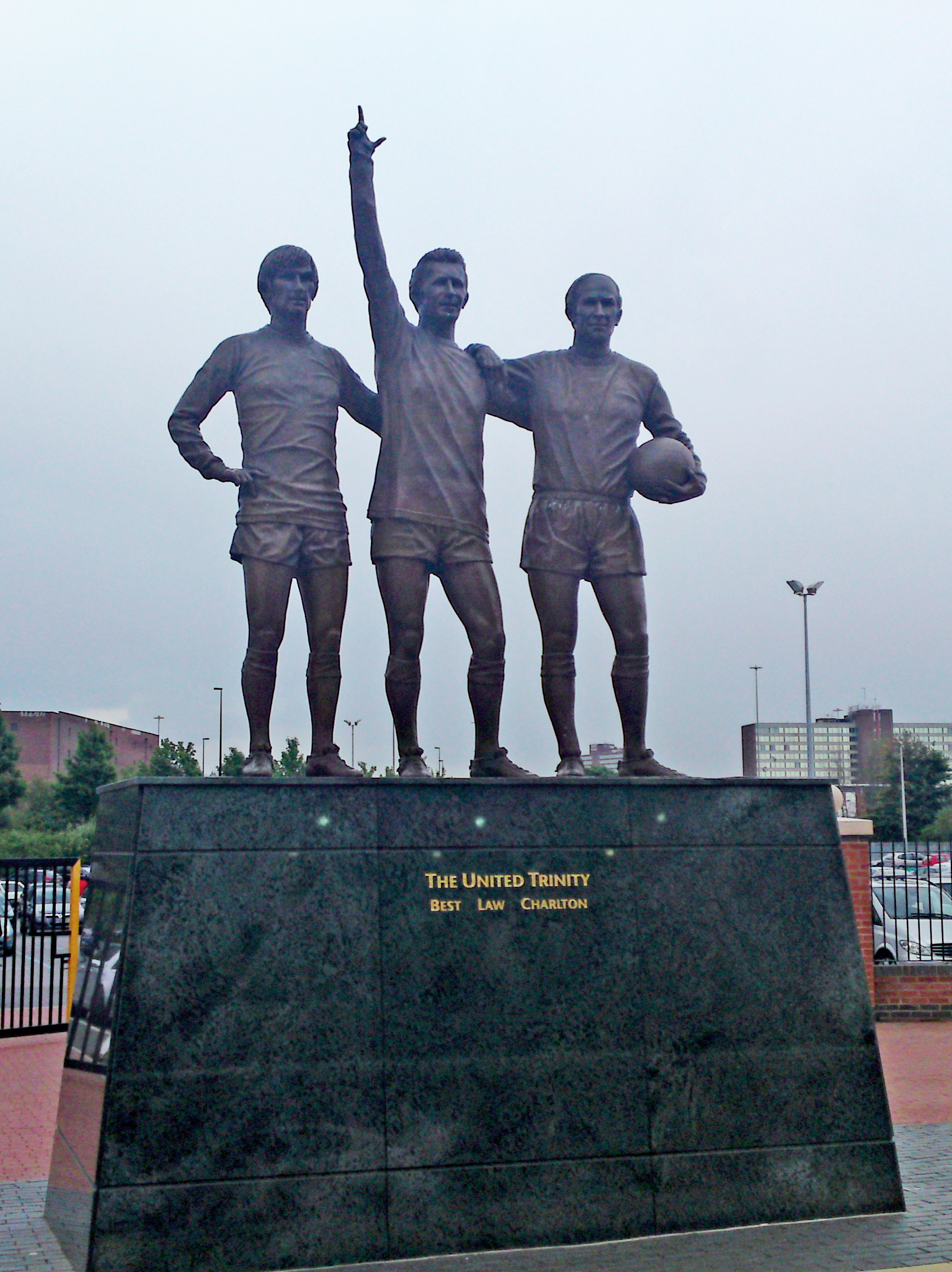
The United Trinity, una estatua de la "Santisima Trinidad" del Manchester United de Best, Law y Charlton.

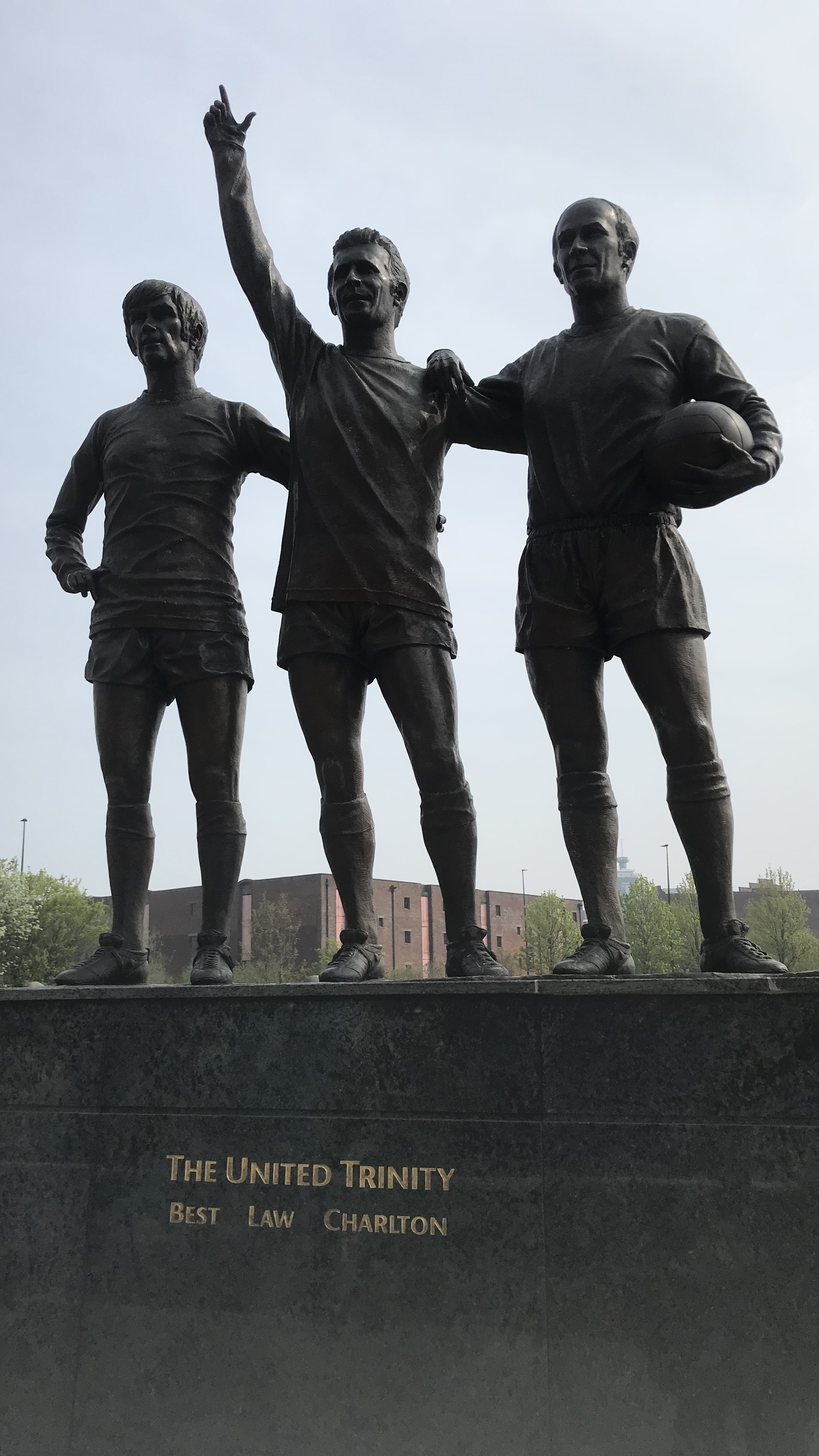
Estatua "United Trinity"

El terreno de juego mide aproximadamente 105 metros (115 yardas) de largo por 68 metros (74 yardas) de ancho, con unos pocos metros de escorrentía a cada lado. El centro de la cancha es aproximadamente nueve pulgadas más alto que los bordes, lo que permite que el agua de la superficie se escurra más fácilmente. Como en muchos terrenos modernos, 25 centómetros (10 pulg.) debajo de la cancha hay un sistema de calefacción subterráneo, compuesto por 37 kilómetros (23 mill.) de tuberías de plástico. El exgerente del club Sir Alex Ferguson a menudo solicitaba que el terreno de juego se repasara, sobre todo a mitad de la temporada 1998-99, cuando el equipo ganó el triplete, a un costo de alrededor de 250 000 libras esterlinas cada vez. El césped en Old Trafford se riega regularmente, aunque menos en los días húmedos, y se corta tres veces por semana entre abril y noviembre, y una vez por semana de noviembre a marzo.

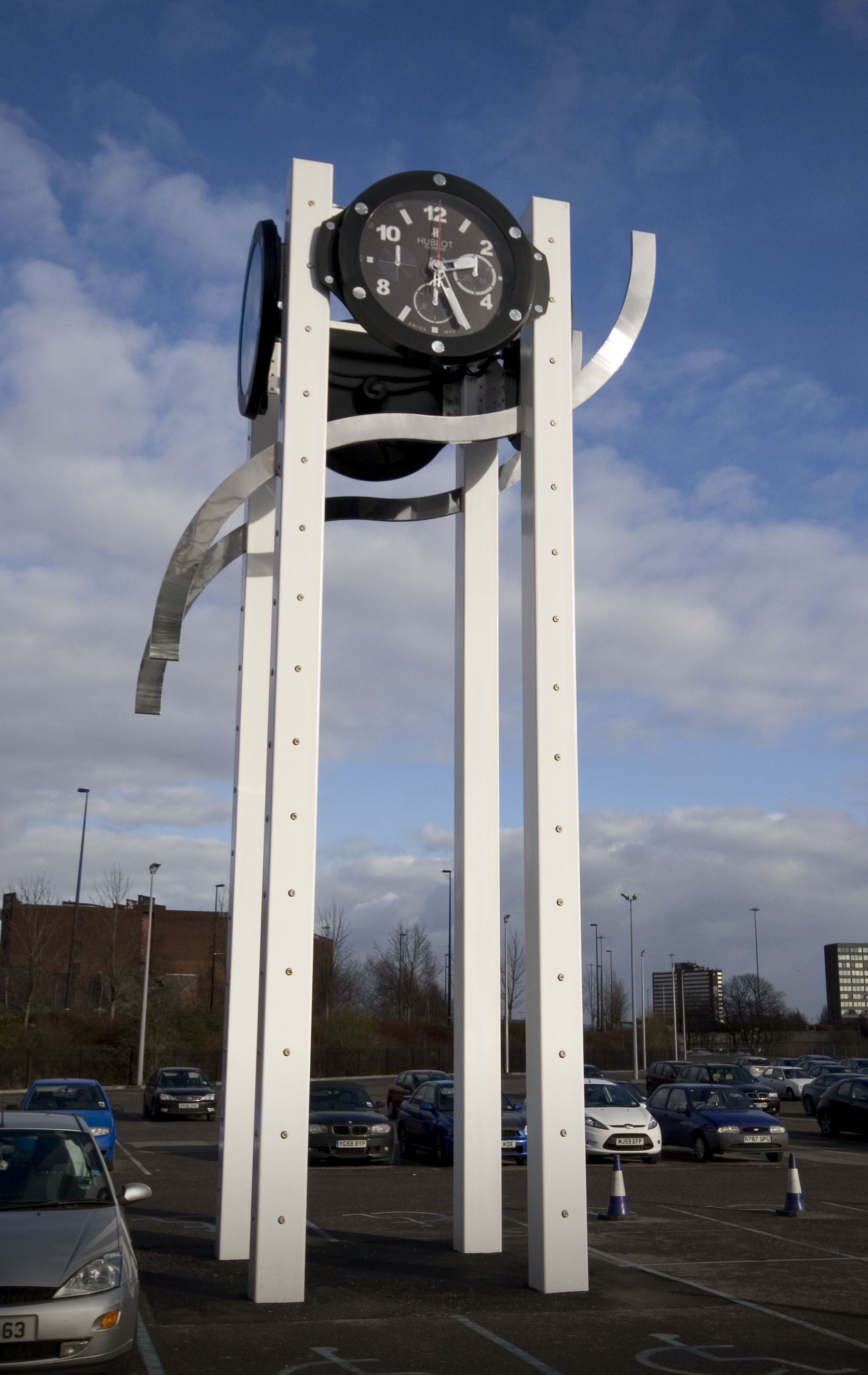
La torre del reloj Hublot en el aparcamiento E1 de Old Trafford.

A mediados de la década de 1980, cuando el Manchester United Football Club era dueño de los Manchester Giants, la franquicia de baloncesto de Manchester, había planes para construir un estadio cubierto de 9,000 asientos en el sitio de lo que hoy es el Car Park E1. Sin embargo, el presidente en ese momento, Martin Edwards, no tenía los fondos para emprender tal proyecto, y la franquicia de baloncesto finalmente se vendió. En agosto de 2009, en el estacionamiento se levantó la torre del reloj Hublot, una torre de 10 metros (32 pies y 10 pulgadas) con la forma del logotipo de Hublot, que alberga cuatro caras del reloj de 2 metros (6 pies y 7 pulgadas), las más grandes jamás realizadas por la empresa.
En el lado este del estadio está también el Hotel Football, un hotel temático de fútbol y club de fanáticos concebido por el excapitán del Manchester United, Gary Neville. El edificio está ubicado en el lado este de Sir Matt Busby Way y en el lado opuesto del Canal de Bridgewater desde el estadio, y puede albergar hasta 1 500 seguidores. Abrió sus puertas en el verano de 2015. La empresa que lo lleva a cabo es separada al club y fue financiada en parte por los ingresos del partido testimonial de Neville.

## Futuro
En 2009, se informó que el United continuó desarrollando planes para aumentar la capacidad del estadio, y la siguiente etapa apunta a una nueva construcción del Sir Bobby Charlton Stand, que, a diferencia del resto del estadio, sigue siendo de un solo nivel. Una réplica del desarrollo del Sir Alex Ferguson Stand y los cuadrantes noreste y noroeste verían aumentar la capacidad del estadio a un estimado de 95 000, lo que le daría una mayor capacidad que el Estadio Wembley (90 000). Cualquier desarrollo de este tipo probablemente cueste alrededor de £ 100 millones, debido a la proximidad de la línea ferroviaria que corre adyacente al estadio, y la necesidad correspondiente de construir sobre él y, por lo tanto, comprar hasta 50 viviendas en el otro lado del ferrocarril. Sin embargo, el administrador de propiedades del grupo del Manchester United confirmó que los planes de expansión están en trámite, vinculados a las ganancias obtenidas de las propiedades del club en todo Manchester, diciendo: "Hay un plan estratégico para el estadio... No es nuestra intención detenernos". Sin embargo, una crítica de los planes es que al aumentar la altura del Sir Bobby Charlton Stand se reduciría aún más la cantidad de luz que entra en el campo, lo que ha causado problemas en estadios similares, como el Estadio de Wembley, el Estadio Santiago Bernabéu y el San Siro; Según Sir Alex Ferguson, los desarrollos en los otros stands ya han causado problemas. También se sugirió que, en caso de que se produjera tal expansión, se podría usar Old Trafford en lugar de Wembley para grandes partidos como los internacionales de Inglaterra —con el fin de aumentar la capacidad de los fanáticos en el norte del país para ver jugar a Inglaterra— y semifinales de la FA Cup para mantener el prestigio del estadio nacional para la final.
En marzo de 2016 (diez años después de la remodelación anterior), volvió a surgir la charla sobre la remodelación del Sir Bobby Charlton Stand. La disposición del estadio para los fanáticos discapacitados está por debajo de los estándares exigidos por las regulaciones. Se estima que el aumento de la capacidad de los partidarios discapacitados reduce la capacidad general en 2,300 espectadores. Se han considerado cinco soluciones diferentes para el verano de 2017. Una opción es aumentar la capacidad hasta 80,000 agregando un segundo nivel al Stand de Sir Bobby Charlton, llevándolo a una altura similar al Stand de Sir Alex Ferguson enfrente pero sin un tercer nivel. La replicación de los soportes de esquina en el otro lado del estadio aumentaría aún más la capacidad del estadio a 88,000 y aumentaría el número de instalaciones ejecutivas. Las viviendas en Railway Road y la línea ferroviaria en sí previamente impidieron las mejoras en este stand, pero la demolición de viviendas y los avances de ingeniería significan que la grada adicional ahora podría construirse a un costo reducido.

## Otros usos

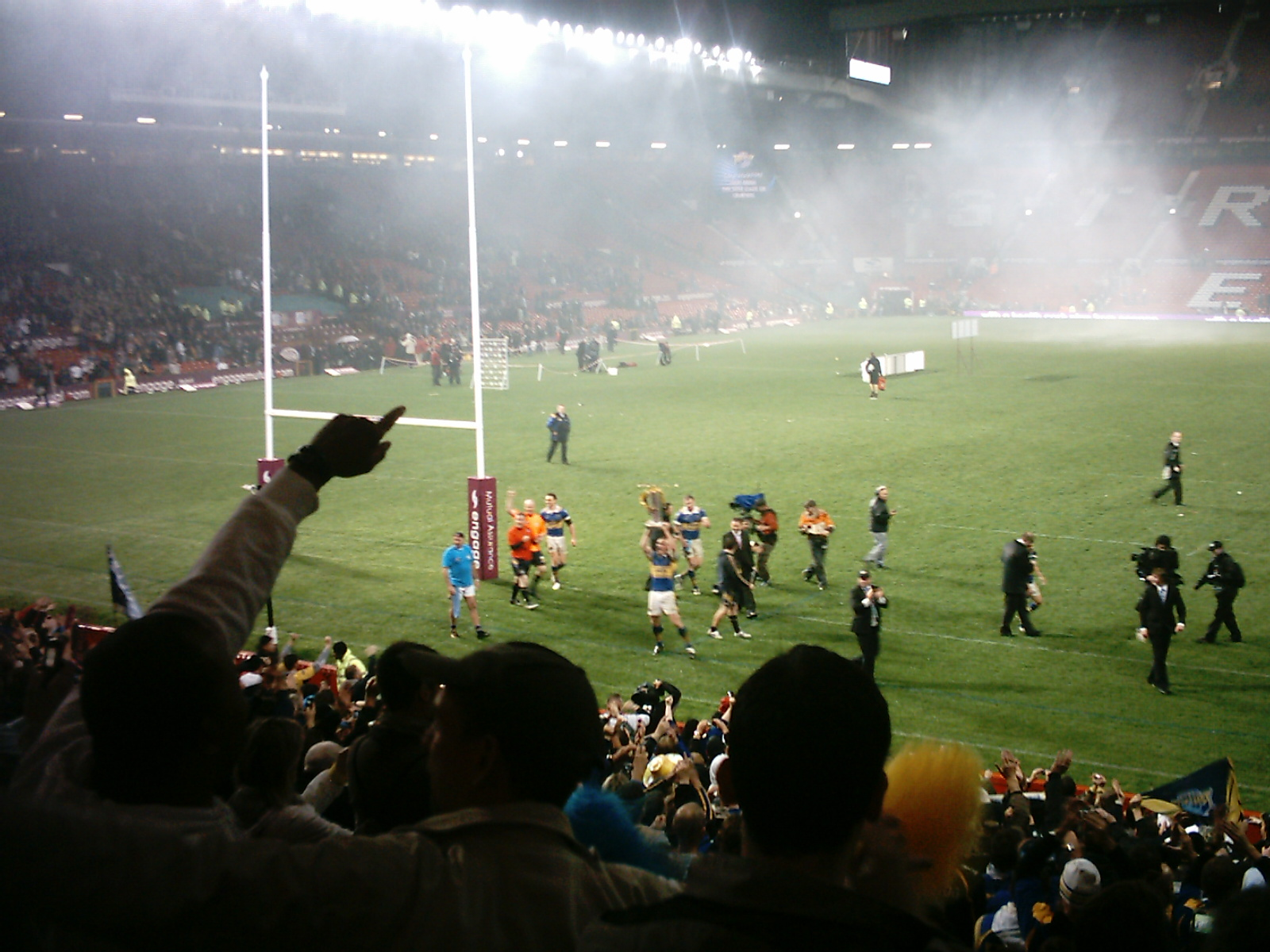
Los Leeds Rhinos celebran su victoria en la Final de la Super League de 2008 sobre St Helens.

Old Trafford también se ha utilizado para fines distintos del fútbol. Antes de que se construyera el estadio de fútbol Old Trafford, el sitio se usaba para los juegos de shinty, el juego tradicional de las Highlands escocesas. Durante la Primera Guerra Mundial, el estadio fue utilizado por los soldados estadounidenses para los juegos de béisbol. El 17 de septiembre de 1981, se jugó allí la North Section de la Lambert & Butler Floodlit Competition de cricket; en las semifinales, Nottinghamshire derrotó a Derbyshire y Lancashire venció a Yorkshire, antes de que Lancashire venciera a Nottinghamshire por 8 carreras en la final para llegar a la final nacional, que se disputó entre los otros ganadores regionales en Stamford Bridge al día siguiente.
El estadio ha sido anfitrión de ambos códigos de rugby, aunque la liga se juega allí con mayor regularidad que la unión. La gran final de la Superliga se ha jugado en Old Trafford cada año desde la introducción del sistema de playoffs en 1998, y se espera que continúe haciéndolo hasta 2020; el primer partido de la liga de rugby que se jugó en Old Trafford se llevó a cabo durante la temporada 1924–25, cuando un representante de Lancashire recibió al equipo nacional de Nueva Zelanda, y el Manchester United recibió el 20% de los boletos. El primer partido de la liga que se celebró en Old Trafford se produjo en noviembre de 1958, con Salford jugando contra Leeds bajo los reflectores frente a 8.000 espectadores.
El primer partido de prueba de la liga de rugby jugado en Old Trafford se produjo en 1986, cuando Australia venció a Gran Bretaña 38-16 frente a 50,583 espectadores en la primera prueba de la gira de 1986 de Kangaroo Tour. El World Club Challenge de 1989 se jugó en Old Trafford el 4 de octubre de 1989, con 30,768 espectadores viendo a los Widnes vencer a los Canberra Raiders 30–18. Old Trafford también organizó las segundas pruebas de Gran Bretaña vs. Australia en los Kangaroo Tours de 1990 y 1994. El estadio fue sede de la semifinal entre Inglaterra y Gales en la Copa Mundial de Rugby de 1995; Inglaterra ganó 25–10 frente a 30 042 seguidores. En la final de la liga internacional de rugby que se jugó en Old Trafford en la década de 1990, Gran Bretaña registró su única victoria sobre Australia en 1997 en la segunda prueba de la serie de Super League Test frente a 40 324 seguidores.
Cuando la Copa del Mundo de la Liga de Rugby fue organizada por Gran Bretaña, Irlanda y Francia en 2000, se eligió a Old Trafford como sede de la final; El partido fue disputado por Australia y Nueva Zelanda, y resultó en una victoria de 40-12 para Australia, observada por 44,329 espectadores. Old Trafford también fue elegido para albergar la final de la Copa del Mundo de la Liga de Rugby 2013. El encuentro, jugado el 30 de noviembre, fue ganado por Australia 34-2 sobre los campeones defensores de Nueva Zelanda, y atrajo a una multitud de 74 468, un récord mundial para una liga internacional de rugby. Durante el juego, el extremo australiano Brett Morris sufrió un fuerte impacto en los tableros publicitarios en el Stretford End, enfatizando las preguntas planteadas antes del partido sobre la seguridad de Old Trafford como sede de la liga de rugby, en particular las áreas cortas dentro de la portería y la pendiente Alrededor del perímetro.
Old Trafford recibió su primer sindicato internacional de rugby en 1997, cuando Nueva Zelanda derrotó a Inglaterra 25-8. El 6 de junio de 2009 se jugó un segundo partido en Old Trafford, cuando Inglaterra venció a Argentina por 37-15. El estadio fue uno de los 12 lugares confirmados que albergarán los partidos de la Copa Mundial de Rugby 2015; sin embargo, en abril de 2013, United se retiró del contrato por preocupaciones sobre la calidad del lanzamiento y no querer comprometer su relación con el código de 13 hombres. En octubre de 1993, se llevó a cabo una pelea de unificación entre el CMB y la OMB de peso súper mediano, con alrededor de 42,000 personas pagando para ver al campeón de la OMB, Chris Eubank, luchar contra el campeón del CMB Nigel Benn.
Además de los usos deportivos, se han realizado varios conciertos en Old Trafford, con grandes nombres como Bon Jovi, Genesis, Bruce Springsteen, Status Quo, Rod Stewart y Simply Red. Una edición de Songs of Praise fue grabada allí en septiembre de 1994. Old Trafford también se usa regularmente para eventos privados, especialmente bodas, fiestas de Navidad y conferencias de negocios. La primera boda en el suelo se celebró en la Suite Premier en febrero de 1996.

## Récords

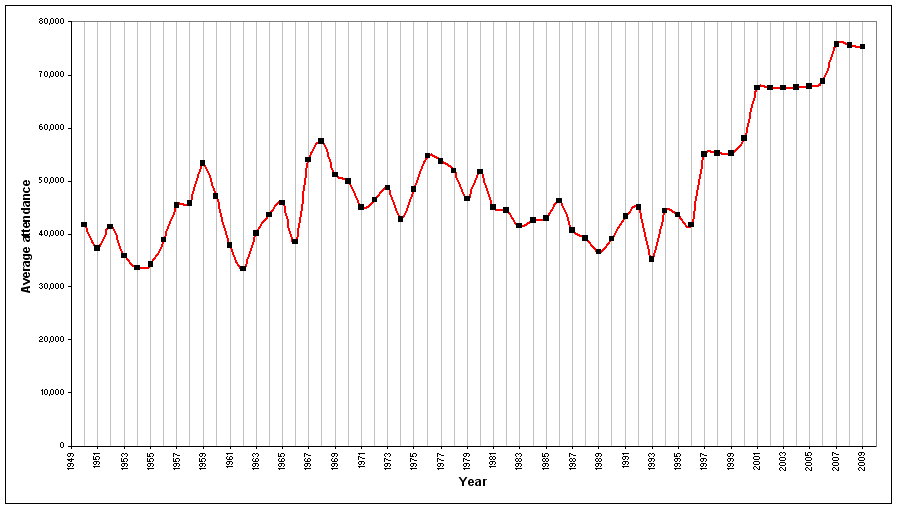
Un gráfico de la asistencia promedio del Manchester United en el período de 1949 a 2009.

La asistencia más alta registrada en Old Trafford fue de 76 962 espectadores para una semifinal de la FA Cup entre Wolverhampton Wanderers y Grimsby Town el 25 de marzo de 1939. Sin embargo, esto fue antes de que el campo se convirtiera en un estadio para todo tipo de personas, lo que permitió que muchas más personas entraran. El récord de asistencia de Old Trafford como estadio totalmente con sillería actualmente es de 76 098 espectadores, establecido en un juego de la Premier League entre el Manchester United y el Blackburn Rovers el 31 de marzo de 2007. Este es también el récord de asistencia en la Premier League. La asistencia récord de Old Trafford para un juego no competitivo es de 74 731 espectadores, establecido el 5 de agosto de 2011 para un testimonio de pretemporada entre el Manchester United y el New York Cosmos. La asistencia más baja registrada en un juego competitivo en Old Trafford en la era de la posguerra fue de 11.968, en donde el United venció al Fulham por 3-0 el 29 de abril de 1950. Sin embargo, el 7 de mayo de 1921, el estadio fue sede de un partido de Second Division entre el Stockport County y el Leicester City, donde la asistencia oficial fue de solo 13 espectadores. Esta cifra es ligeramente engañosa, ya que el terreno también contenía a muchos de los 10,000 espectadores que se quedaron después de ver el partido entre el Manchester United y el Derby County ese mismo día.
El promedio de asistencia más alto en Old Trafford durante una temporada de liga fue de 75 826, establecido en la temporada 2006-07. La mayor asistencia total al Old Trafford se produjo dos temporadas más tarde, cuando 2 197 429 personas vieron al Manchester United ganar la Premier League por tercer año consecutivo, la Copa de la Liga, y llegar a la final de la UEFA Champions League y las semifinales de la FA Cup. La asistencia promedio más baja en Old Trafford se produjo en la temporada 1930–31, donde el promedio de 11,685 espectadores vieron cada juego.

### Capacidad total de Old Trafford a través de los años
| Años      | 1910-1939 | 1945-1960 | 1960-1974 | 1975-1980 | 1980-1988 | 1988-1990 | 1990-1994 | 1994-1995 | 1995-1999 | 2000-2001 | 2001-2005 | 2006-2013 | 2013-2017 | 2017-2019 |
| Capacidad | 80.000    | 67.000    | 65.000    | 60.000    | 58.000    | 48.000    | 45.000    | 43.000    | 55.000    | 61.000    | 68.000    | 76.212    | 75.643    | 74.994    |

## Eventos en Old Trafford

### Copa Mundial de 1966

#### Grupos
| Copa Mundial de Fútbol Grupos; 13 de julio de 1966, 19:30 UTC+0 | Portugal                       | 3:1 (1:0) | Hungría    | Old Trafford, Mánchester                                  |                                                           |
|                                                                 | - Augusto 2', 65' - Torres 89' | Reporte   | - Bene 59' | Asistencia: 29.886 espectadores Árbitro(s): Leo Callaghan | Asistencia: 29.886 espectadores Árbitro(s): Leo Callaghan |

| Copa Mundial de Fútbol Grupos; 16 de julio de 1966, 15:00 UTC+0 | Portugal                                | 3:0 (2:0) | Bulgaria   | Old Trafford, Mánchester                                       |                                                                |
|                                                                 | - Voutzov 7' - Eusébio 38' - Torres 82' | Reporte   | - Bene 59' | Asistencia: 25.438 espectadores Árbitro(s): José María Codesal | Asistencia: 25.438 espectadores Árbitro(s): José María Codesal |

| Copa Mundial de Fútbol Grupos; 20 de julio de 1966, 19:30 UTC+0 | Hungría                                | 3:1 (2:1) | Bulgaria        | Old Trafford, Mánchester                                       |                                                                |
|                                                                 | - Davidov 42' - Mészöly 45' - Bene 54' | Reporte   | - Asparuhov 14' | Asistencia: 24.129 espectadores Árbitro(s): Roberto Goicoechea | Asistencia: 24.129 espectadores Árbitro(s): Roberto Goicoechea |

### Eurocopa 1996

#### Grupos
| Eurocopa Grupos; 9 de junio de 1996, 17:00 UTC+0 | Alemania                 | 2:0 (0:0) | República Checa | Old Trafford, Mánchester                                  |                                                           |
|                                                  | - Ziege 26' - Möller 32' | Reporte   |                 | Asistencia: 37 300 espectadores Árbitro(s): David Elleray | Asistencia: 37 300 espectadores Árbitro(s): David Elleray |

| Eurocopa Grupos; 16 de junio de 1996, 15:00 UTC+0 | Rusia | 0:3 (0:0) | Alemania                          | Old Trafford, Mánchester                                       |                                                                |
|                                                   |       | Reporte   | - Sammer 56' - Klinsmann 77', 90' | Asistencia: 50 760 espectadores Árbitro(s): Kim Milton Nielsen | Asistencia: 50 760 espectadores Árbitro(s): Kim Milton Nielsen |

| Eurocopa Grupos; 19 de junio de 1996, 19:30 UTC+0 | Italia | 0:0     | Alemania | Old Trafford, Mánchester                                 |                                                          |
|                                                   |        | Reporte |          | Asistencia: 53 740 espectadores Árbitro(s): Guy Goethals | Asistencia: 53 740 espectadores Árbitro(s): Guy Goethals |

#### Cuartos de final
| Eurocopa Cuartos de final; 23 de junio de 1996, 15:00 UTC+0 | Alemania                     | 2:1 (1:0) | Croacia     | Old Trafford, Mánchester                                 |                                                          |
|                                                             | - Klinsmann 20' - Sammer 59' | Reporte   | - Šuker 51' | Asistencia: 43 412 espectadores Árbitro(s): Leif Sundell | Asistencia: 43 412 espectadores Árbitro(s): Leif Sundell |

#### Semifinal
| Eurocopa Semifinal; 26 de junio de 1996, 16:00 UTC+0 | Francia                                                   | 0:0 (t. s.)(5:6 p.)        | República Checa                                      | Old Trafford, Mánchester                                   |  |
|                                                      |                                                           |                            |                                                      | Asistencia: 43 877 espectadores Árbitro(s): Leslie Mottram |  |
|                                                      |                                                           | Tiros desde el punto penal |                                                      |                                                            |  |
|                                                      | - Zidane - Djorkaeff - Lizarazu - Guérin - Blanc - Pedros |                            | - Kubík - Nedvěd - Berger - Poborský - Rada - Kadlec |                                                            |  |

### Juegos Olímpicos 2012 Masculino

#### Grupos
| Juegos Olímpicos Grupos; 26 de julio de 2012, 17:00 UTC+0 | Emiratos Árabes Unidos | 1:2 (1:1) | Uruguay                     | Old Trafford, Mánchester                                  |                                                           |
|                                                           | - Matar 23'            | Reporte   | - Ramírez 42' - Lodeiro 56' | Asistencia: 51 745 espectadores Árbitro(s): Peter O'Leary | Asistencia: 51 745 espectadores Árbitro(s): Peter O'Leary |

| Juegos Olímpicos Grupos; 26 de julio de 2012, 20:00 UTC+0 | Reino Unido   | 1:1 (1:1) | Senegal      | Old Trafford, Mánchester                                    |                                                             |
|                                                           | - Bellamy 20' | Reporte   | - Konaté 42' | Asistencia: 72 176 espectadores Árbitro(s): Ravshan Irmatov | Asistencia: 72 176 espectadores Árbitro(s): Ravshan Irmatov |

| Juegos Olímpicos Grupos; 29 de julio de 2012, 12:00 UTC+0 | Egipto      | 1:1 (1:1) | Nueva Zelanda | Old Trafford, Mánchester                                     |                                                              |
|                                                           | - Salah 40' | Reporte   | - Wood 17'    | Asistencia: 50 050 espectadores Árbitro(s): Mark Clattenburg | Asistencia: 50 050 espectadores Árbitro(s): Mark Clattenburg |

| Juegos Olímpicos Grupos; 29 de julio de 2012, 15:00 UTC+0 | Brasil                                | 3:1 (1:1) | Bielorrusia  | Old Trafford, Mánchester                                     |                                                              |
|                                                           | - Pato 15' - Neymar 65' - Oscar 90+3' | Reporte   | - Bressan 8' | Asistencia: 66 212 espectadores Árbitro(s): Yuichi Nishimura | Asistencia: 66 212 espectadores Árbitro(s): Yuichi Nishimura |

| Juegos Olímpicos Grupos; 1 de agosto de 2012, 17:00 UTC+0 | España | 0:0     | Marruecos | Old Trafford, Mánchester                                 |                                                          |
|                                                           |        | Reporte |           | Asistencia: 35 973 espectadores Árbitro(s): Ben Williams | Asistencia: 35 973 espectadores Árbitro(s): Ben Williams |

#### Cuartos de final
| Juegos Olímpicos Cuartos de final; 4 de agosto de 2012, 12:00 UTC+0 | Japón                                     | 3:0 (1:0) | Egipto | Old Trafford, Mánchester                                |                                                         |
|                                                                     | - Nagai 14' - Yoshida 78' - Yūki Ōtsu 83' | Reporte   |        | Asistencia: 70 772 espectadores Árbitro(s): Mark Geiger | Asistencia: 70 772 espectadores Árbitro(s): Mark Geiger |

#### Semifinal
| Juegos Olímpicos Semifinal; 7 de agosto de 2012, 19:45 UTC+0 | Corea del Sur | 0:3 (0:1) | Brasil                         | Old Trafford, Mánchester                                   |                                                            |
|                                                              |               | Reporte   | - Rômulo 38' - Damião 57', 64' | Asistencia: 69 389 espectadores Árbitro(s): Pavel Královec | Asistencia: 69 389 espectadores Árbitro(s): Pavel Královec |

### Juegos Olímpicos 2012 Femenino

#### Grupos
| Juegos Olímpicos Grupos; 31 de julio de 2012, 17:15 UTC+0 | Estados Unidos | 1:0 (1:0) | Corea del Norte | Old Trafford, Mánchester                                    |                                                             |
|                                                           | - Wambach 25'  | Reporte   |                 | Asistencia: 29 522 espectadores Árbitro(s): Jenny Palmqvist | Asistencia: 29 522 espectadores Árbitro(s): Jenny Palmqvist |

#### Semifinal
| Juegos Olímpicos Semifinal; 6 de agosto de 2012, 19:15 UTC+0 | Canadá                   | 3:4 (3:3, 1:0) (t. s.) | Estados Unidos                                   | Old Trafford, Mánchester                                       |                                                                |
|                                                              | - Sinclair 22', 67', 73' | Reporte                | - Rapinoe 54', 70' - Wambach 80' - Morgan 120+3' | Asistencia: 26 630 espectadores Árbitro(s): Christina Pedersen | Asistencia: 26 630 espectadores Árbitro(s): Christina Pedersen |

### Copa Intercontinental 1968
| Copa Intercontinental Final - Vuelta; 16 de octubre de 1968, 20:00 UTC+0 | Manchester United | 1:1 (0:1) | Estudiantes de La Plata | Old Trafford, Mánchester                                       |                                                                |
|                                                                          | - Morgan 90'      |           | - Verón 7'              | Asistencia: 63 428 espectadores Árbitro(s): Kosntantin Zecevic | Asistencia: 63 428 espectadores Árbitro(s): Kosntantin Zecevic |

### Liga de Campeones de la UEFA
| Liga de Campeones de la UEFA Final; 28 de mayo de 2003, 20:45 UTC+0 | Juventus                                                  | 0:0 (t. s.)(2:3 p.)        | Milan                                               | Old Trafford, Mánchester                                |  |
|                                                                     |                                                           |                            |                                                     | Asistencia: 62 315 espectadores Árbitro(s): Markus Merk |  |
|                                                                     |                                                           | Tiros desde el punto penal |                                                     |                                                         |  |
|                                                                     | - Trezeguet - Birindelli - Zalayeta - Montero - Del Piero |                            | - Serginho - Seedorf - Kaladze - Nesta - Shevchenko |                                                         |  |

### Supercopa de la UEFA
| Supercopa de la UEFA Final; 19 de noviembre de 1991, 19:15 UTC+0 | Manchester United | 1:0 (0:0) | Estrella Roja de Belgrado | Old Trafford, Mánchester                                       |                                                                |
|                                                                  | - McClair 67'     | Reporte   |                           | Asistencia: 22 110 espectadores Árbitro(s): Mario van der Ende | Asistencia: 22 110 espectadores Árbitro(s): Mario van der Ende |

### Super League
| Super League Super League XVI Final; 8 de octubre de 2011, 18:00 UTC+0 | St Helens R.F.C.     | 16:32   | Leeds Rhinos                               | Old Trafford, Mánchester                                 |                                                          |
|                                                                        | - Makinson - Shenton | Reporte | - Burrow - Webb - Hall - Ablett - Hardaker | Asistencia: 69 107 espectadores Árbitro(s): Phil Bentham | Asistencia: 69 107 espectadores Árbitro(s): Phil Bentham |

| Super League Super League XVII Final; 6 de octubre de 2012, 18:00 UTC+0 | Leeds Rhinos                                              | 26:18   | Warrington Wolves                      | Old Trafford, Mánchester                                       |                                                                |
|                                                                         | - Sinfield 18' - Jones-Bishop 28' - Ablett 60' - Hall 71' | Reporte | - Myler 3' - Monaghan 37' - Atkins 45' | Asistencia: 70 676 espectadores Árbitro(s): Richard Silverwood | Asistencia: 70 676 espectadores Árbitro(s): Richard Silverwood |

| Super League Super League XVIII Final; 5 de octubre de 2013, 18:00 UTC+0 | Warrington Wolves                        | 16:30   | Wigan Warriors                                                          | Old Trafford, Mánchester                                       |                                                                |
|                                                                          | - Monaghan 21' - Grix 24' - Westwood 26' | Reporte | - Goulding 38' - McIlorum 49' - Charnley 53' - Green 65' - Richards 74' | Asistencia: 66 281 espectadores Árbitro(s): Richard Silverwood | Asistencia: 66 281 espectadores Árbitro(s): Richard Silverwood |

| Super League Super League XIX Final; 12 de octubre de 2014, 18:00 UTC+0 | St Helens R.F.C.             | 14:6    | Wigan Warriors | Old Trafford, Mánchester                                 |                                                          |
|                                                                         | - Soliola 54' - Makinson 69' | Reporte | - Burgess 40'  | Asistencia: 70 102 espectadores Árbitro(s): Phil Bentham | Asistencia: 70 102 espectadores Árbitro(s): Phil Bentham |

| Super League Super League XX Final; 10 de octubre de 2015, 18:00 UTC+0 | Leeds Rhinos                               | 22:20   | Wigan Warriors                          | Old Trafford, Mánchester                               |                                                        |
|                                                                        | - McGuire 6', 35' - Moon 28' - Walters 64' | Reporte | - Burgess 4' - Manfredi 46' - Bowen 49' | Asistencia: 73 512 espectadores Árbitro(s): Ben Thaler | Asistencia: 73 512 espectadores Árbitro(s): Ben Thaler |

| Super League Super League XXI Final; 8 de octubre de 2016, 18:00 UTC+0 | Warrington Wolves | 6:12    | Wigan Warriors               | Old Trafford, Mánchester                                 |                                                          |
|                                                                        | - Patton 21'      | Reporte | - Gildart 55' - Charnley 63' | Asistencia: 70 202 espectadores Árbitro(s): Robert Hicks | Asistencia: 70 202 espectadores Árbitro(s): Robert Hicks |

| Super League Super League XXII Final; 7 de octubre de 2017, 18:00 UTC+0 | Castleford Tigers | 6:24    | Leeds Rhinos                          | Old Trafford, Mánchester                                |                                                         |
|                                                                         | - Foster 79'      | Reporte | - Briscoe 12', 59' - McGuire 52', 69' | Asistencia: 72 827 espectadores Árbitro(s): James Child | Asistencia: 72 827 espectadores Árbitro(s): James Child |

| Super League Super League XXIII Final; 13 de octubre de 2018, 18:00 UTC+0 | Wigan Warriors                   | 12:4    | Warrington Wolves | Old Trafford, Mánchester                                 |                                                          |
|                                                                           | - Manfredi 26', 77' - Davies 30' | Reporte | - Charnley 12'    | Asistencia: 64 892 espectadores Árbitro(s): Robert Hicks | Asistencia: 64 892 espectadores Árbitro(s): Robert Hicks |

## Transporte
Adyacente al Sir Bobby Charlton Stand se encuentra la estación de trenes Manchester United Football Ground. La estación se encuentra entre las estaciones Deansgate y Trafford Park en la línea Southern Route de Northern Rail Liverpool-Manchester, y solo está abierta los días de partido. El estadio también es atendido por las líneas Altrincham, Eccles y East Didsbury de la red de Manchester Metrolink, con las paradas más cercanas siendo Exchange Quay en Salford Quays, y Old Trafford, que comparte con Old Trafford Cricket Ground. Ambas paradas están a cinco minutos a pie del campo de fútbol. La parada de tranvía Wharfside, actualmente en construcción en Trafford Wharf Road, que se encuentra muy cerca del estadio, unirá la Línea Trafford Park propuesta con la estación Pomona existente, en la Línea Eccles – Piccadilly.
Los autobuses 255 y 256, que son manejados por Stagecoach Manchester y 263, que es manejado por Arriva North West, van desde Piccadilly Gardens en Mánchester hasta Chester Road, paran cerca de Sir Matt Busby Way, mientras que el servicio de Stagecoach 250 se detiene en Old Trafford en Wharfside Way y El servicio X50 se detiene frente a Old Trafford on Water's Reach. También hay autobuses adicionales en el servicio 255, que se ejecutan entre Old Trafford y el centro de la ciudad de Mánchester. Otros servicios que sirven a Old Trafford son el servicio 79 de Arriva (Stretford - Swinton), que se detiene en Chester Road y 245 (Altrincham - Exchange Quay), que se detiene en Trafford Wharf Road, además del servicio First Greater Manchester 53 (Cheetham - Pendleton) y Stagecoach 84 (Withington Hospital - Manchester), que se detiene en la cercanía de la parada de tranvía Trafford Bar. El terreno también tiene varios aparcamientos, todos a poca distancia del estadio; estos son gratis para estacionar en días no festivos.